# Odprto prvenstvo Avstralije 2023
Odprto prvenstvo Avstralije 2023 je sto enajsti teniški turnir za Grand Slam, ki je potekal med 16. in 29. januarjem 2023 v Melbournu.

## Rezultati

### Moški posamično
- Novak Đoković :  Stefanos Cicipas, 6–3, 7–6(7–4), 7–6(7–5)

### Ženske posamično
- Arina Sabalenka :  Jelena Ribakina, 4–6, 6–3, 6–4

### Moške dvojice
- Rinky Hijikata /  Jason Kubler :  Hugo Nys /  Jan Zieliński, 6–4, 7–6(7–4)

### Ženske dvojice
- Barbora Krejčíková /  Kateřina Siniaková :  Šhuko Aojama /  Ena Šibahara, 6–4, 6–3

### Mešane dvojice
- Luisa Stefani /  Rafael Matos :  Sania Mirza /  Rohan Bopanna, 7–6(7–2), 6–2